# Playa de El Murallón
La Playa de El Murallón se sitúa en el concejo de Tapia de Casariego, forma parte de la Costa Occidental de Asturias y presenta vegetación en la playa, así como protección medioambiental por estar catalogada como ZEPA y LIC.

## Descripción
Se trata de una pequeña playa de forma casi cuadrada y arenas de grano fino y dorado que se sitúa al sur de la conocida Playa Grande, espacioso arenal con el que limita.
Presenta bastantes servicios (lavabos, duchas, establecimientos de bebidas y comida....) y su cercanía a la de La Grande, le hace poder hacer uso de los servicios de esta, como en el caso de aparcamiento para coches.